# لیترال (منطق ریاضی)
در منطق ریاضی، یک لیترال، یک اتم (به انگلیسی: atom) یا شیء منطقی یا نقیض آن است. این مفهوم بیشتر در تبدیل فرم نرمال اشتراکی توسط نظریه برهان یا نظریه پروف و در منطق کلاسیک به کار برده می‌شود.
لیترال می‌تواند به دو دسته تقسیم شود:
- لیترال مثبت: به یک اتم گویند.
- لیترال منفی: به نقیض یک اتم گویند.

## کاربرد
در حساب گزاره‌ای، لیترال صرفاً یک متغیر گزاره‌ای است یا نقیض آن است.
در منطق مسند لیترال به یک اتم یا نقیض آن گفته می‌شود.
در جبر بولی، لیترال یک متغیر بولی یا متمم آن است. در این کاربرد لیترال برای ساخت جملات کمینه و بیان عبارت بولی به صورت شکل نرمال فصلی استفاده می‌شود.